# Dulgubnier
Dulgubnier var en germansk folkstam enligt Tacitus som tillhörde den ingaevonska folkgruppen - ingaevoner som bodde vid Nordsjön. Friserna och chaukerna - chauker -bodde vid kusten, emedan bl.a. dulgubinerna hade sin boplats längre inåt landet vid floden Weser. Öster om dem bodde langobarderna, och när germanerna organiserade sig i större stammar omkring 200 e.Kr. slog sig bl.a. dulgubinerna ihop med denna stam, fast de inte tillhörde samma folkgrupp eftersom langobarderna räknas till nordgermanerna. De har vid mitten av 200-talet vandrat åt sydost och bildat ett rike vid övre Elbe och Oder.